# Dendrocignins
Els dendrocignins (Dendrocygninae) o ànecs arboris, són una subfamília dels anàtids (Anatidae). Alguns autors però, els han classificat com una família independent (Dendrocygnidae) o com una tribu (Dendrocygnini) dins de la subfamília dels anserins (Anserinae) (Terres & NAS, 1991).

## Distribució
Les diferents espècies estan distribuïdes per totes les zones tropicals i subtropicals del món. En general cada una d'elles està confinada a zones petites, però l'ànec arbori bicolor, es distribueix per les dues Amèriques, Àfrica oriental, Madagascar i Àsia meridional.

## Descripció
En general són ànecs petits, tenen potes i colls llargs i una postura erecta. Caminen hàbilment. Les ales són amples, el que les proporciona més habilitat per maniobrar que velocitat en el vol. No hi ha dimorfisme sexual.

## Comportament
El nom en anglès, "whistling ducks" (ànec xiulador) fa referència a les seves vocalitzacions. El nom català d'ànecs arboris, fa referència al costum de descansar sobre les rames dels arbres. Tenen capacitat per bussejar.
Són molt gregaris, volant en grans esbarts des dels dormidors nocturns.

## Sistemàtica
S'han distingit nou espècies d'ànecs arboris, classificats en dos gèneres.
- Gènere Dendrocygna.
  - Dendrocygna arborea - Ànec arbori de les Antilles.
  - Dendrocygna arcuata - Ànec arbori de capell.
  - Dendrocygna autumnalis - Ànec arbori de bec roig.
  - Dendrocygna bicolor - Ànec arbori bicolor.
  - Dendrocygna eytoni - Ànec arbori d'Eyton.
  - Dendrocygna guttata - Ànec arbori clapejat.
  - Dendrocygna javanica - Ànec arbori menut.
  - Dendrocygna viduata - Ànec arbori de cara blanca.
- Gènere Thalassornis.
  - Thalassornis leuconotus - Ànec cabusset.

Amb el gènere africà Thalassornis, s'ha fet de vegades una subfamília diferent (Thalassorninae). També s'han assenyalat similituds amb els Oxyurinae.